# Carla Tagliaferri

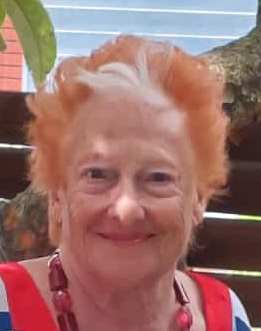
Carla Tagliaferri

Carla Tagliaferri (Verona, 8 marzo 1933) è un'architetta e pittrice italiana progettista di piani regolatori e ambientali, parchi e giardini, sistemazione idrica e sanitaria, in Italia e all’estero.

## Biografia
Figlia di Carlo Tagliaferri, ingegnere di origini piemontesi e di Tina Borghetti, veronese e insegnante di greco e latino, nel 1968 sposa l'architetto Gianfranco Redivo.
Giovanissima studia pittura a Verona con Maria Tea Morello e con i maestri Antonio Nardi e Guido Trentini all’Accademia Cignaroli. A Roma frequenta lo studio Luigi Montanarini e  a Venezia i corsi di Emilio Vedova all’Accademia di Belle Arti, parallelamente segue i corsi di architettura all'Università di Venezia, dove si laurea nel 1960. Frequenta le lezioni di Le Corbusier, Alvar Aalto, Frank Lloyd Wright, Luigi Piccinato, Franco Albini, Carlo Scarpa, Bruno Zevi; con quest'ultmo inizia la carriera universitaria come assistente prima all'IUAV a Venezia e poi alla Sapienza a Roma. Nel 1961 consegue l’iscrizione all’ordine professionale architetti di Verona.
Si impegna da sempre nel riconoscimento del ruolo della donna e del suo avanzamento nel mondo professionale, con incarichi presso la FIDAPA e il Soroptimist International d'Italia.
Si dedica anche alla pittura ed espone le sue opere in diverse mostre personali e collettive.

## Attività professionale
La sua attività si concentra essenzialmente sull’architettura ambientale con uno sguardo attento alle problematiche abitative, all'arredo urbano, all'edilizia economica e popolare, alla ristrutturazione delle periferie. Realizza progetti di architettura sociale, residenziale e di design partecipando a concorsi per piani urbanistici a livello nazionale e internazionale. Opera come specialista e progettista di piani regolatori per molti Comuni italiani e per il Ministero dei Lavori Pubblici.
Collabora in comitati tecnico-scientifici di varie università, CNR ed Enti Parchi. È docente presso le università di Venezia e Roma e anche per la Comunità europea su diverse tematiche, quali bio-architettura, salvaguardia dell’ambiente, agricoltura verde, progettazione di parchi e giardini. Si dedica al restauro architettonico di complessi monumentali e parchi in Italia, nel Nord Africa e in Germania e ai lavori di sistemazione idrica e sanitaria per gruppi di comuni italiani. È relatrice in congressi nazionali e internazionali, presso la Comunità europea, la RAI, e la CNN.

### Salvaguardia dell'ambiente
I suoi studi sulla salvaguardia dell'ambiente riguardano le nuove forme di metodologia di progettazione di parchi e di architettura del verde nelle città, il linguaggio per la costruzione dei parchi di tipo urbano, i criteri di progettazione di parchi d’interesse urbano presso l'Assessorato ai giardini del Comune di Roma (1985), la metodologia progettuale per i parchi urbani, la rilettura degli spazi verdi in relazione al progetto architettonico ed urbanistico in Italia e nel mondo (1986), i metodi e le valenze nella progettazione del verde, le tipologie e caratteri stilemici dei parchi storici del Lazio (1996), lo studio applicativo sulle bio-architettura, l’importanza del paesaggio e del panorama nella struttura lacustre del Garda. A Roma lavora alla salvaguardia dell’integrità del complesso di Santa Maria della Pietà (ex ospedale psichiatrico); progetta il recupero del parco del “Pineto”, che è stato reso regionale, evitando la sua cementificazione,  opera per la conversione ad uso sociale dei casali Sacchetti e dei cento ettari dell’Insugherata ed a  parco naturale con libertà della fauna. Inoltre, progetta la salvaguardia con vincolo della Valle dei Casali. A Garda promuove la tutela della flora autoctona, di alcuni elementi verdi, parte del paesaggio, nonché del materiale di recupero della necropoli preistorica. Interviene con la progettazione di piani ambientali-paesaggistici per il Parco Naturale Regionale dei Monti Simbruini del Lazio, il Parco Nazionale del Pollino e il Parco Nazionale d'Abruzzo. Interventi al Parco Nazionale del Circeo sono una sua opera.
È membro delle commissioni di studio della CEE a Bruxelles di "Ambiente, politica, economia, progettazione dei parchi internazionali e interregionali" (1975-76).

### Opere di architettura civile

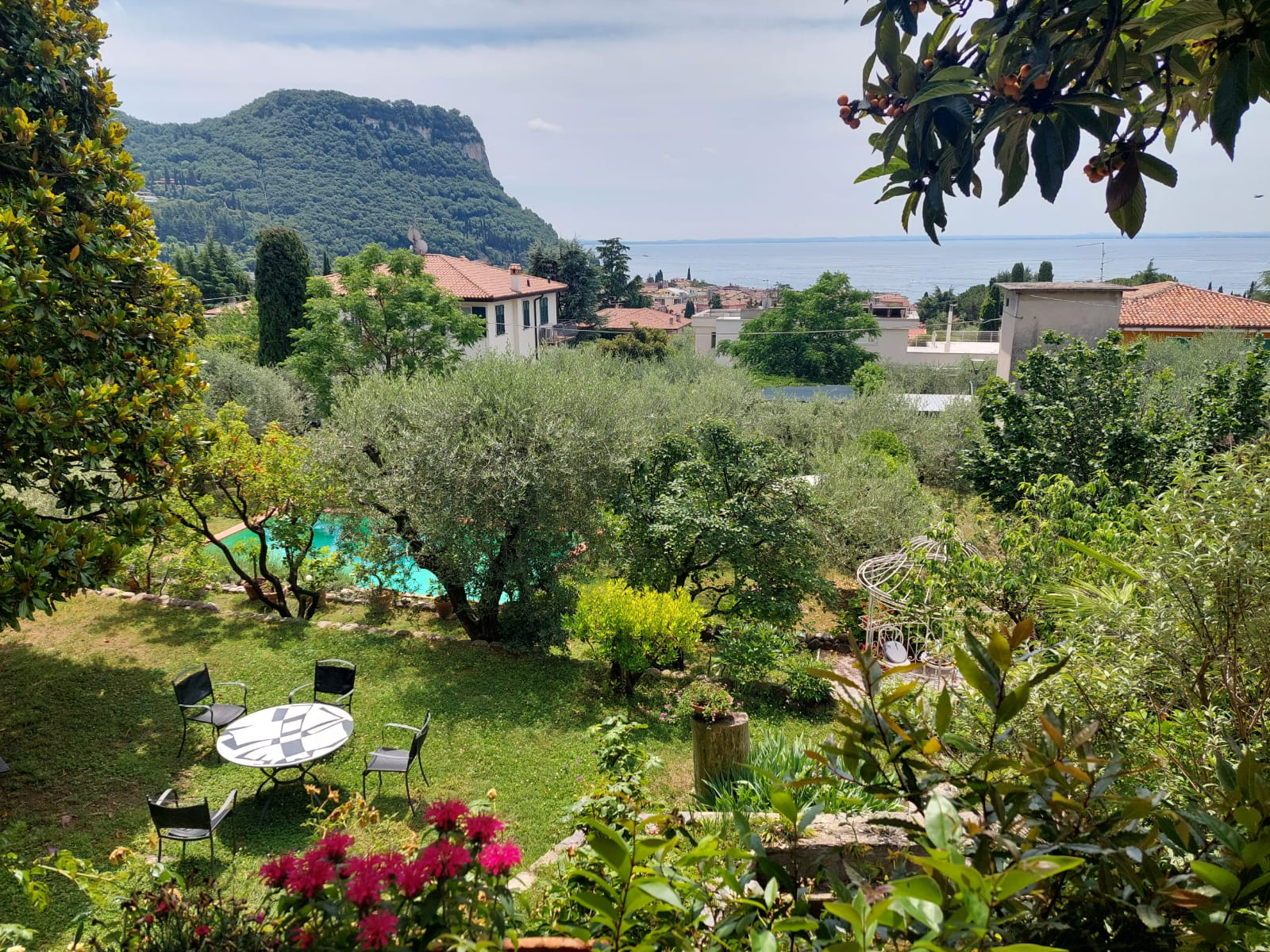
Giardino della residenza privata dell'arch. Carla Tagliaferri, da lei progettato.

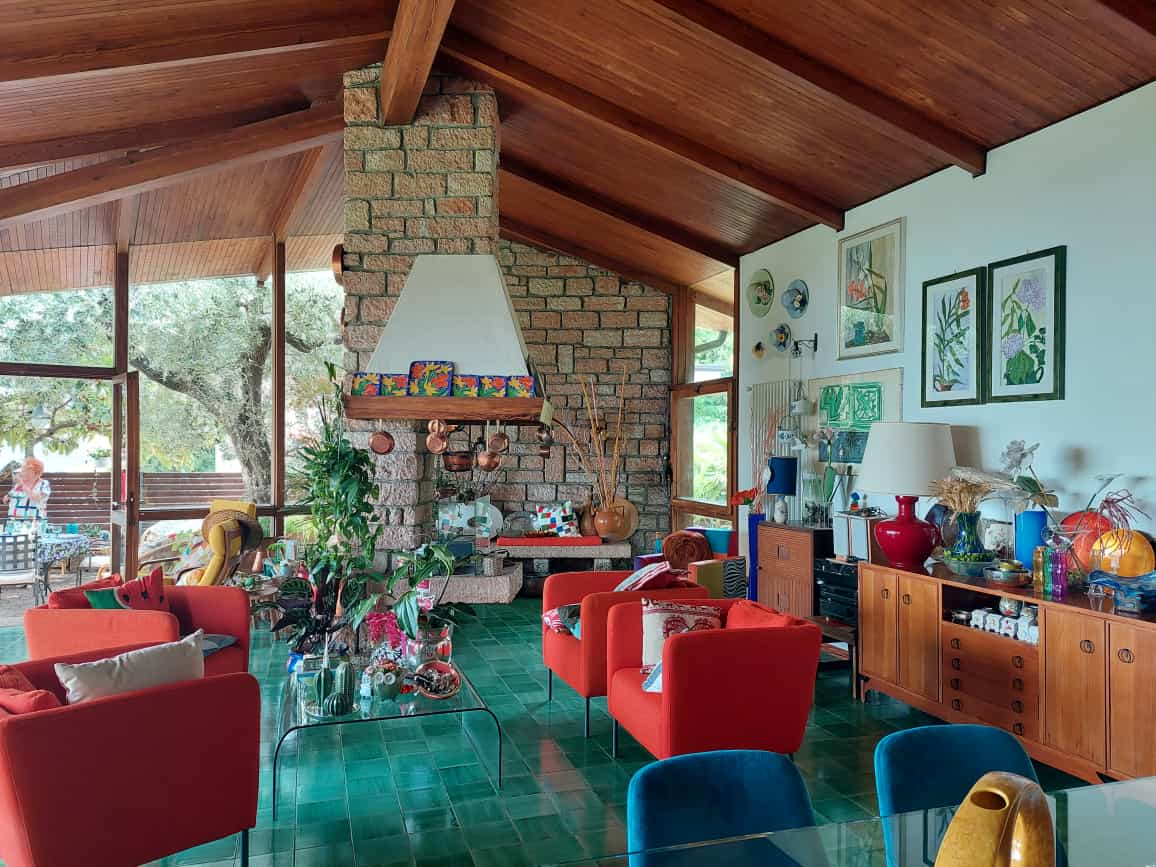
Salone della residenza privata dell'arch. Carla Tagliaferri, da lei progettato.

Nel corso della sua carriera realizza progetti di restauro, edilizia economica e popolare per migliorarne la vivibilità, impianti sportivi, complessi scolastici, ospedialieri e industriali, centrali telefoniche, case di riposo, impianti ad alta specializzazione tecnica, strutture autostradali, impianti di depurazione, ristrutturazioni ambientali.

### Piani regolatori
È incaricata di seguire il Piano regolatore di Latina (1962), quello di Ripi (1975), di Ostuni (1989). Si occupa anche del  Piano regolatore del colore per la CEE per i comuni Rocca d’Arce e Segni (1995).

### Opere e parchi
Cura la sistemazione ambientale strada litoranea area pontina (1963), interventi nel parco del Circeo (1986). In Olanda cura il Quartiere-giardino ad Endoven (1988). Cura i piani ambientali paesaggistici per il parco regionale Monti Simbruini (1994); progetta le case di accoglienza per l'osservatorio astronomico didattico nella faggeta dei Monti Simbruini (1995) e realizza giardini di epoca e tematici nell'area del Liceo Pasteur a Roma (2002).

## Attività didattica
Nominata ricercatrice confermata, dal 1980 si dedica sia all'insegnamento accademico a Venezia e Roma sia a corsi di aggiornamento per professionisti su incarico della Comunità europea sulla bio-architettura,  salvaguardia dell’ambiente, agricoltura verde, progettazione di parchi e giardini. È docente anche in corsi di disegno e rilievo, normativa e legislazione, composizione architettonica, urbanistica e agricoltura.
Ormai novantenne e trasferitasi sul Lago di Garda, prosege le sue attività volte alla salvaguardia del territorio e a promuovere la partecipazione dei cittadini alla programmazione del territorio urbano. È componente della nuova associazione che sostiene la candidatura del Monte Baldo al titolo di patrimonio dell'UNESCO.

## Pittrice

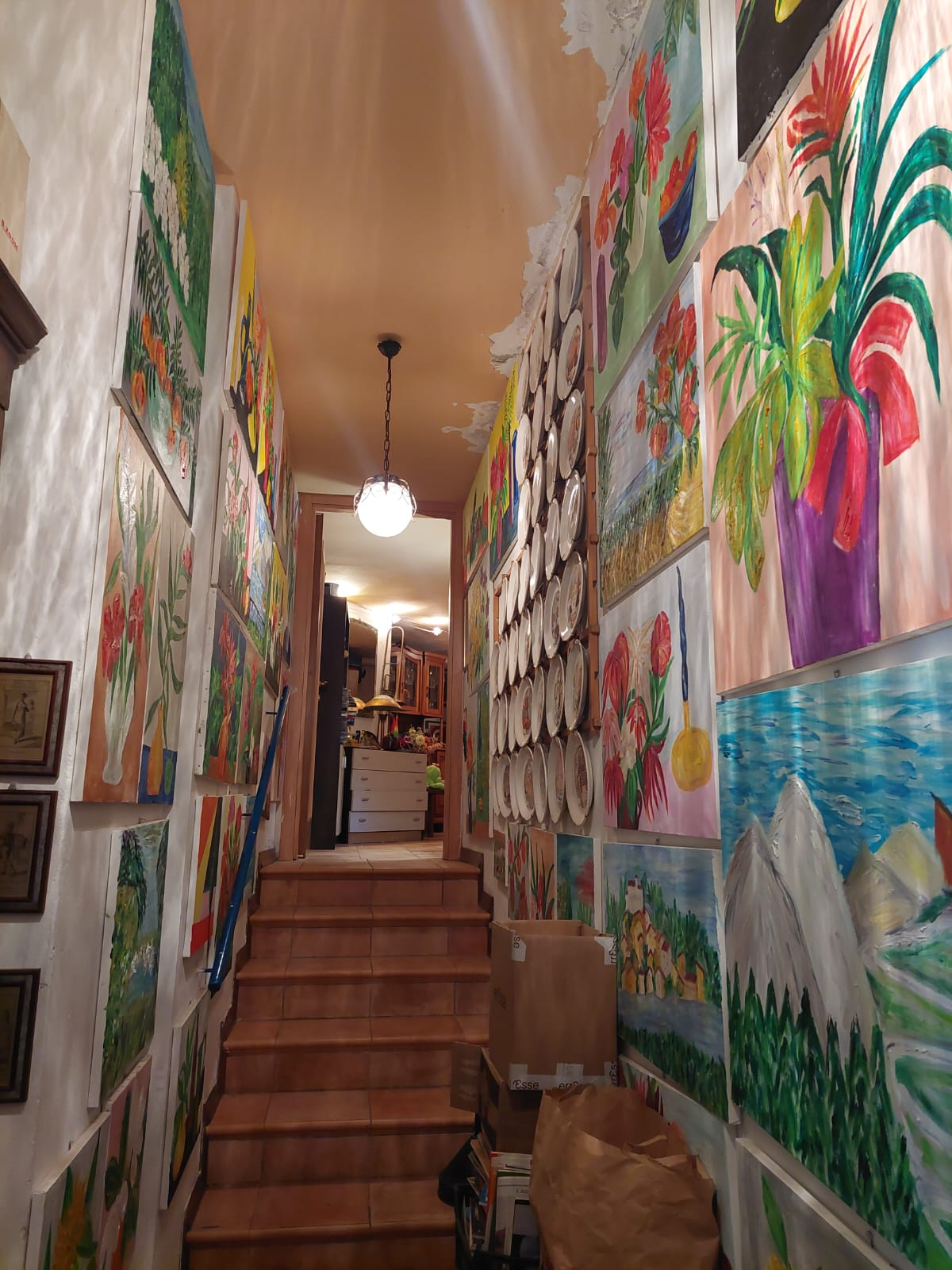
Galleria delle opere pittoriche in Ca' Oliverella in Garda, residenza privata dell'arch. Carla Tagliaferri, da lei progettata.

Dipinge utilizzando come base, per le sue opere, vari materiali: vetro, ceramica, terracotta, e dipinge con tecniche come acquerello, tempera, ma soprattutto l’olio, dove si legge la poesia dei fiori e del paesaggio. Estende poi la ricerca alla tecnica dell’arazzo con espressioni astratte.
Espone le sue opere in diverse città italiane come Verona, Roma, Milano, Firenze, Venezia, Trento, Torino, Viterbo, Formia, Palermo, Levico Terme, Bracciano, Arezzo, San Felice Circeo e Cavaion Veronese. Partecipa alla Biennale d’arte sacra a Milano, alla Biennale al femminile a Firenze e espone presso l’Accademia Britannica a Roma. Ha anche esposto al Castel Sant’Angelo, la Galleria del Canova a Roma, l’Antologica a Garda e Cavaion Veronese.
Nel 2017 si apre a Cavaion Veronese la mostra Gli spazi di Carla, Mostra di sue opere e disegni sui suoi quadri patrocinata dall'Ordine degli Architetti PPC della provincia di Verona.

## Concorsi progettuali
Partecipa a concorsi progettuali in varie nazioni:
2015: concorso “Lettera d’amore a Venezia”, primo premio
1996: concorso nazionale per il restauro e la sistemazione con riuso della Torre di guardia di Arce (FR), vinto
1994: concorso nazionale "19 piazze per Roma", segnalato
1992: concorso internazionale ristrutturazione complesso ospedaliero S. Giovanni Addolorata di Roma con proposta per il recupero della parte seicentesca, secondo posto
1986: concorso regionale per la sistemazione del lungo lago di Garda (VR) con il recupero della piazza e del giardino, segnalato fuori concorso
1986: concorso regionale per la progettazione delle zone “0” del piano urbanistico del Comune di Roma, vinto
1983: Concorso Provincia di Roma "Nuovo uso del travertino in architettura", segnalato
1980: concorso provinciale liceo Acquafredda nella periferia di Roma, con applicazione di tecniche di risparmio energetico inserite formalmente, segnalato
1980: concorso provinciale "Cosa fare di S.Maria della Pietà", indetto dal Comune di Roma
1979: Concorso nazionale "9 fontane per il comune di Roma", segnalato
1973: concorso nazionale ANIACAP-IN/ARCH (Associazione Nazionale fra gli Istituti Autonomi e Consorzi Case Popolari-Istituto Nazionale di Architettura) per le nuove tipologie edilizie nel settore edilizia sovvenzionata, segnalato
1970: concorso internazionale padiglione espositivo Italia all’esposizione internazionale dell'Expo Osaka, segnalato
1968: concorso nazionale complesso ambientale ed urbanistico Terme di Caldiero (Verona), segnalato
1964: concorso nazionale scuola media Valerio Catullo a Verona con inserimento nel complesso delle antiche mura romane, segnalato
1961: concorso internazionale quartiere fieristico di Bologna con sistemazione dell’ambiente a parco e progettazione del teatro, segnalato

## Nel Soroptimist
È componente attiva e impegnata nell'Associazione, ricoprendo diversi incarichi di responsabilità. Svolge il ruolo di responsabile dell’ambiente, consigliera e membro della Commissione nazionale per l’uguaglianza di genere, lavorando per garantire pari opportunità e diritti alle donne. Il suo impegno per la promozione dell’acqua come risorsa vitale si concretizza nel coinvolgimento come rappresentante del Soroptimist International d’Italia al Convegno internazionale delle università sul problema dell’acqua presso l’Università Federico II di Napoli (2001), in occasione del quale riceve dal Sindaco Rosa Russo Iervolino la medaglia d'oro e la cittadinanza onoraria di Napoli.
Si occupa di progetti per l’approvvigionamento dell’acqua in Africa e l’organizzazione di ambulatori infermieristici in Madagascar. Inoltre, promuove adozioni a distanza di bambine. Sensibile alla questione del lavoro femminile si adopera per offrire il sostegno del Soroptimist International d’Italia alla ricostruzione di imprese minime gestite da donne, soprattutto in seguito ai terremoti in Umbria (1984), Emilia (2012) e Sardegna (1977). All’interno del Club Roma Tre, rimane attiva e collabora alla realizzazione di conferenze su architettura e natura, alla promozione di borse di studio e concorsi volti a sostenere il talento e la crescita delle giovani donne secondo gli orientamenti dell’Associazione.

## FIDAPA

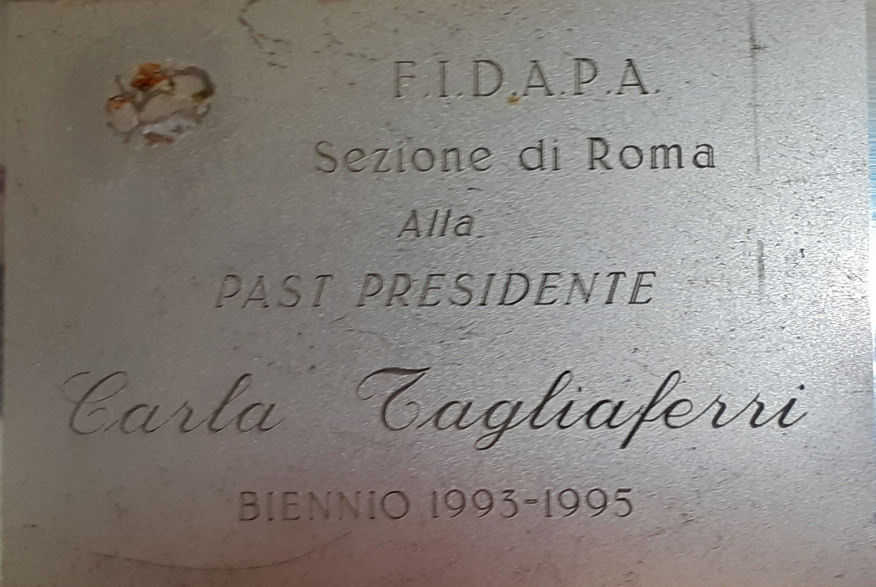
FIDAPA onorificenza alla past predident

È iscritta dal 1959 alla FIDAPA, sezioni di Verona, Roma e Roma Campidoglio. È Presidente della sezione Roma e della sezione Roma Campidoglio per due volte. È Presidente della Commissione Nazionale Ambiente, membro delle Commissioni Nazionali per l’Agricoltura e per la Comunità Europea. Rappresentante Ufficiale per la FIDAPA Nazionale in diverse conferenze dedicate all’occupazione, alla leadership femminile e all’avanzamento del ruolo della donna nella società. A partire dagli anni 70, per la FIDAPA è relatrice a diverse conferenze su ambiente, arte e temi sociali, nelle sedi di Roma, Verona, Arezzo, Viterbo, Legnago, Fondi, Gaeta, Avellino, Salerno, Isernia, Ischia e Levico. Partecipa alla Biennale FIDAPA di Firenze, sezione Architettura. È rappresentante nazionale per le problematiche dei fiumi in Italia e membro del Contratto di fiume.

## Scritti
- Il day hospital (l’ospedale diurno), Roma, Edimez, 1981.
- Architettura del vivere: un modo nuovo di essere e di abitare per gli anziani, Roma, Pieraldo, 1987.
- Le case della partecipazione: un nuovo modo di progettare edifici pubblici dell’Amministrazione, Roma, Pieraldo, 1988.
- I casali della campagna romana; collaboratore Alessandro Mazza, Roma, Pieraldo, 1991.
- La realtà dei casali di Roma, in Italia nostra: bollettino dell’Associazione nazionale italiana per la tutela del patrimonio artistico e naturale, vol. 1991, n. 284,  pp. 27-29.
- Progettare il verde, Roma, Kappa, 1992, ISBN 9788878900462.
- Spazi per un turismo accessibile: un modo nuovo per vivere il tempo libero ai disabili, Roma, Pieraldo, 1994.
- Green places: creative garden design, Ed. di 1300 esemplari numerati, Roma, Accademia degli incolti, Unione italiana di riassicurazione, 1995.segnalato dall’UNESCO come testo rilevante per la cultura.
- Le vie dell'anima: la spiritualità laica, Roma, Pieraldo, 2008, ISBN 9788885386952.

## Onorificenze

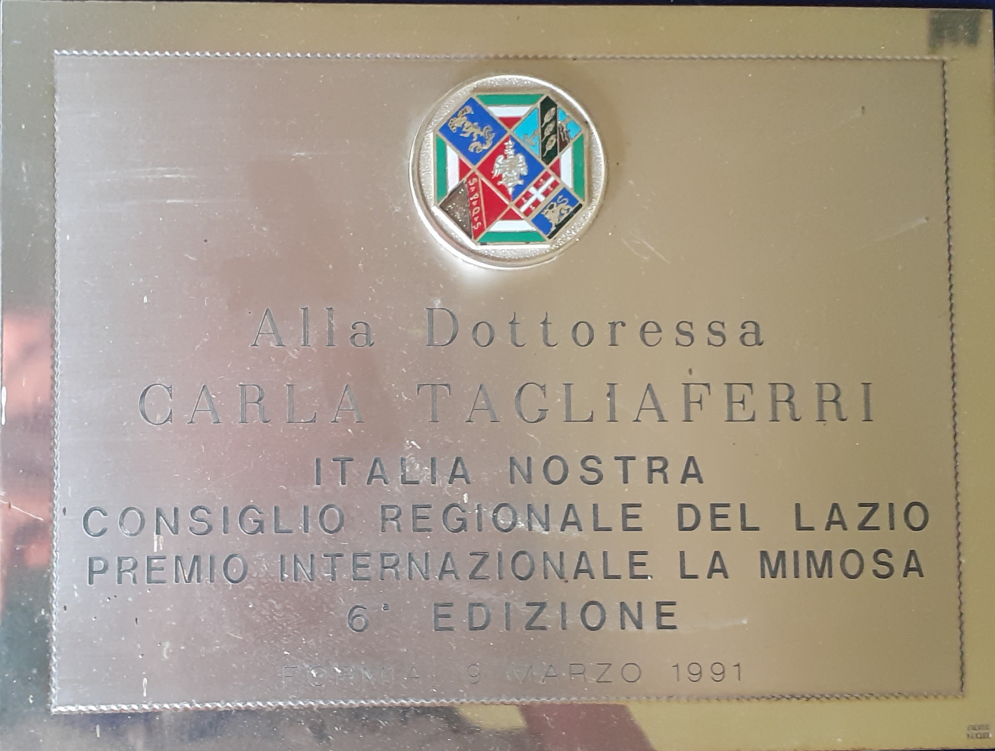
Premio La Mimosa 1991

- 1980 Medaglia della Regione Abruzzo per gli studi di bio-architettura
- 1989 Membro dell’Accademia Tedesca di cultura in Roma
- 1991 Premio internazionale Mimosa d’Oro per gli apporti scientifici in campo ambientale e progettuale assegnato dagli Istituti di cultura stranieri presenti a Roma e Italia Nostra[11]
- 1991 Medaglia d’oro per la cultura della Regione Lazio
- 2000 Premio personalità, dalla Rai
- 2001 Medaglia del Comune di Napoli per gli studi sull'acqua

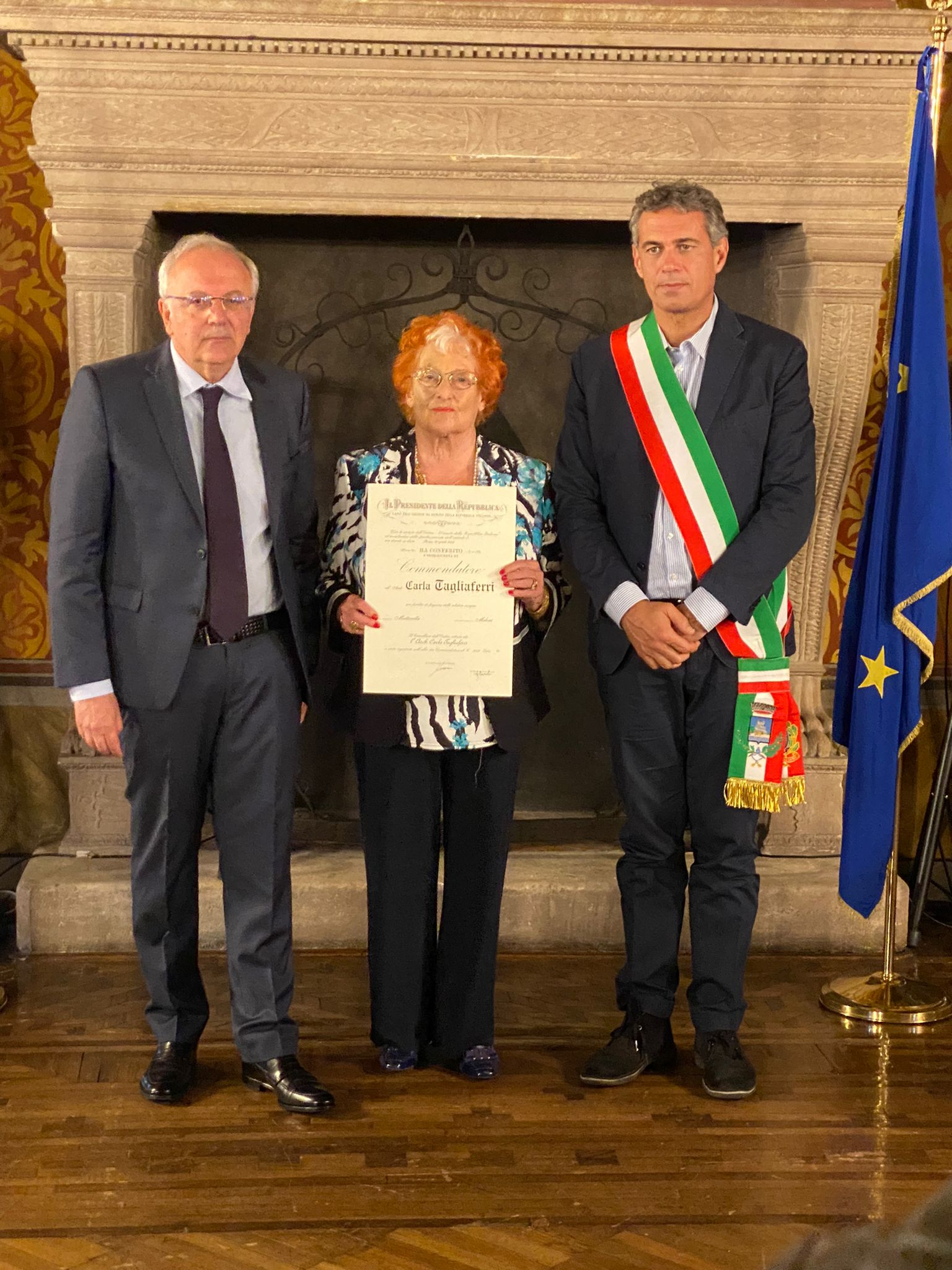
C. Tagliaferri insignita dell'onorificenza di Commendatore della Repubblica.

- 2004 Riconoscimento nel settore architettura per la biennale d'arte femminile (Fidapa) a Firenze
- 2010 Medaglia riconoscimento (cittadinanza onoraria) della città di Napoli
- 2013 Premio eccellenza donna da Roma Capitale
- 2015 Medaglia d'oro dell'Esposizione Universale di Milano (2015)
- 2016 Premio alla Carriera dall'Ordine degli architetti
- 2020 Premio alla Carriera In/Architettura 2020[18] dell’Istituto Nazionale di Architettura IN/ARCH e dell’Associazione Costruttori Edili ANCE, in collaborazione con Archilovers, consegnato alla Biennale di Architettura di Venezia nel 2021[19]